# Martha Argerich
Martha Maria Argerich (phát âm tiếng Tây Ban Nha: [ˈmarta arxeˈɾitʃ]; sinh ngày 5 tháng 6 năm 1941) là một nghệ sĩ dương cầm cổ điển người Argentina. Bà được coi là một trong những nghệ sĩ dương cầm vĩ đại nhất trong thời đại của mình.

## Sự nghiệp chuyên nghiệp
Argerich biểu diễn buổi concert đầu tiên của khi 8 tuổi, đó là Piano Concerto số 20 của Mozart trên Rê thứ và Concerto Piano đầu tiên của Beethoven trên Đô trưởng. Argerich có tiếng tăm trên trường quốc tế khi bà giành giải cao nhất tại cuộc thi Piano Quốc tế Chopin  lần thứ 7 tại Warsaw năm 1965, ở tuổi 24. Cùng năm đó, bà ra mắt tại Hoa Kỳ trong chương trình Great Performers Series của Lincoln Center. Năm 1960, bà đã thực hiện bản thu âm thương mại đầu tiên, bao gồm các tác phẩm của Chopin, Brahms, Ravel, Prokofiev, và Liszt. Bản ghi âm đã nhận được sự đánh giá cao khi được phát hành vào năm 1961. Năm 1967, bà ghi lại tác phẩm Polonaise, Op. 53 của Chopin.
Argerich thường nói rằng bà có cảm giác "cô đơn" trên sân khấu trong lần trả lời phỏng vấn về các buổi độc tấu. Từ những năm 1980, Agerich đã ít biểu diễn các buổi độc tấu hơn, thay vào đó thì bà tập trung các buổi concerto lớn và đặc biệt là âm nhạc thính phòng, và cộng tác với các nhạc công trong các bản sonata. Một bộ sưu tập đáng chú ý gồm có Piano Concerto số 3 của Rachmaninoff (được thu âm vào tháng 12 năm 1982 với Radio Symphonie-Orchester Berlin dưới sự chỉ đạo của Riccardo Chailly) với Piano Concerto số 1 của Tchaikovsky (tháng 2 năm 1980, thu âm cùng Symphonieorchester des Bayerischen Rundfunks, Kirill Kondrashin).

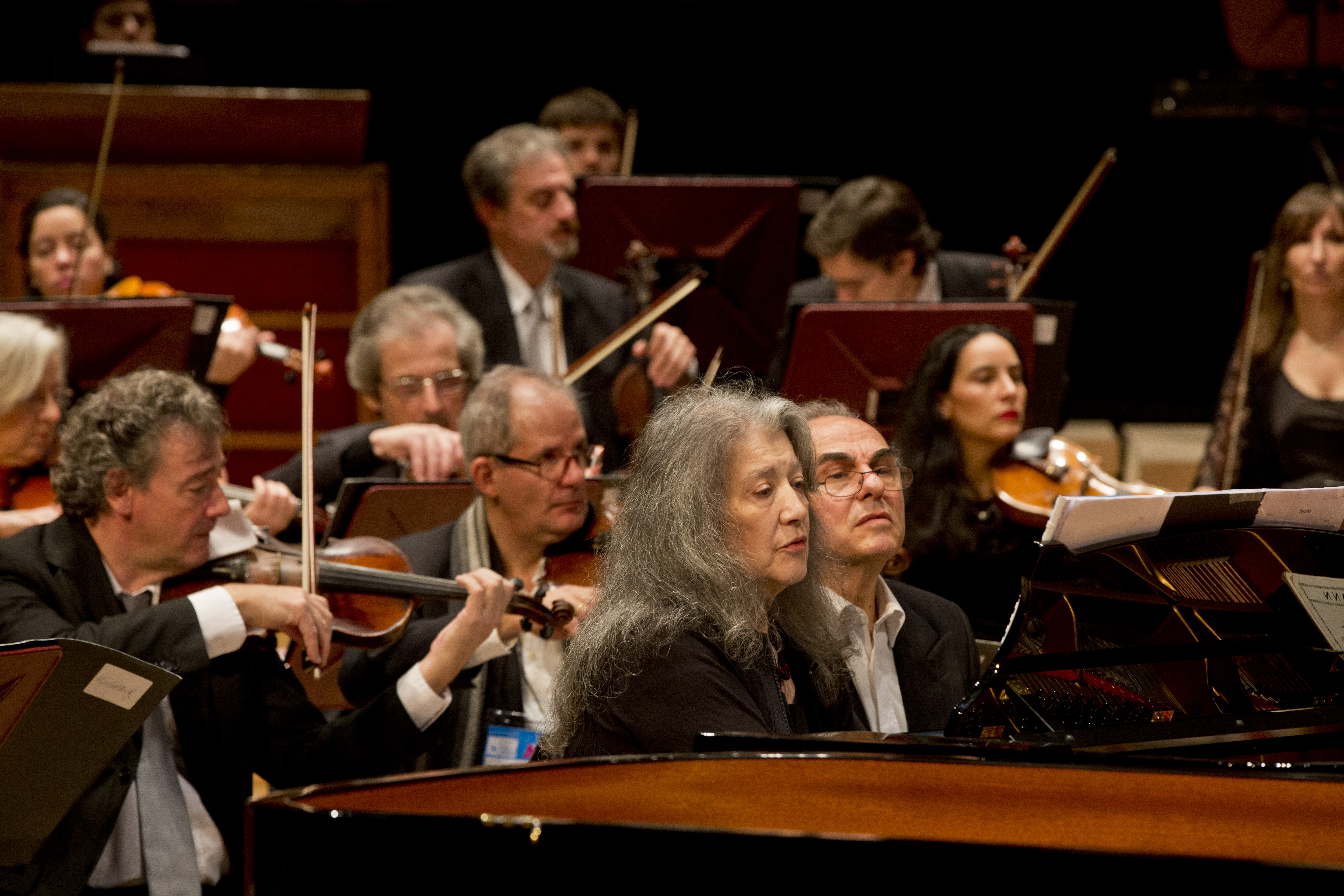
Argerich trong một buổi hòa nhạc được tổ chức tại Trung tâm Văn hóa Néstor Kirchner, tháng 7 năm 2015.

Argerich cũng đã giúp đỡ cho các nghệ sĩ piano trẻ tuổi, cả qua lễ hội thường niên của bà và thông qua sự xuất hiện của bà với tư cách là một thành viên của ban giám khảo tại các cuộc thi quốc tế. Nghệ sĩ dương cầm Ivo Pogorelić trở thành điểm nhấn sân khấu âm nhạc một phần là kết quả từ hành động của Argerich: khi ông bị loại ở vòng thứ ba của cuộc thi Piano Chopin quốc tế năm 1980 tại Warsaw, Argerich tuyên bố ông là một thiên tài và rời bỏ ban giám khảo để phản đối. Bà cũng hỗ trợ một số nghệ sĩ bao gồm Gabriela Montero, Mauricio Vallina, Sergio Tiempo, Gabriele Baldocci, Christopher Falzone  và những người khác.
Argerich là chủ tịch của Học viện Piano quốc tế Lake Como và biểu diễn hàng năm tại Liên hoan Lugano. Bà cũng đã sáng lập và là Tổng giám đốc của Liên hoan Âm nhạc Argerich và gặp gỡ ở Beppu, Nhật Bản từ năm 1996.
Sự ác cảm của Argerich đối với báo chí và công chúng khiến bà tách khỏi ánh đèn sân khấu cho hầu hết sự nghiệp của mình. Dù vậy, bà vẫn được công nhận rộng rãi là một trong những nghệ sĩ dương cầm vĩ đại nhất trong thời đại của mình.
Phần trình diễn của bà cho bản Concerto Piano đầu tiên của Liszt do Daniel Barenboim chỉ huy dàn nhạc tại The Proms 2016 đã tạo nên lời nhận xét này trên tờ The Guardian: "Đó là một màn trình diễn khó quên. Argerich tổ chức sinh nhật lần thứ 75 của mình vào tháng 6 năm nay, nhưng tin đó dường như không đến được với những ngón tay của bà. Ngón đàn của bà vẫn rực rỡ, tinh tế đến kinh ngạc, giống như nó luôn luôn là vậy, khả năng se những sợi chỉ âm thanh của bà không ai có thể sánh được. Điều này không lẫn đi đâu với phong cách của Liszt, một chút lỗi thời và đôi khi thậm chí là một chút thô vào những thời điểm nhất định, nhưng điều này trong tất cả các bản concerto, với Barenboim và dàn nhạc theo sau khúc ngoặt, cùng với những đoạn tươi mới và hàm xúc, nó có vẻ hoàn toàn thích hợp. "